# Казе Монкалијери (Павија)
Казе Монкалијери је насеље у Италији у округу Павија, региону Ломбардија.
Према процени из 2011. у насељу је живело 14 становника. Насеље се налази на надморској висини од 71 м.